# كارل فينيقان
كارل فينيقان (بالإنجليزية: Carl Finnigan)‏ (1 أكتوبر 1986 في المملكة المتحدة - ) هو لاعب كرة قدم بريطاني في مركز الهجوم. لعب مع تاونشيب رولرز وسانت جونستون ونادي فالكيرك ونيوكاسل يونايتد ونادي غيتزهد ونادي دندي وChippa United F.C. ‏.

## وصلات خارجية
- كارل فينيقان على موقع قاعدة بيانات كرة القدم.إي يو (الإنجليزية)
- كارل فينيقان على موقع Soccerbase.com (لاعب) (الإنجليزية)
- كارل فينيقان على موقع Soccerway.com (الإنجليزية)